# Компарирование
Компарирование (фр. comparer - сравнивать, сличать), сравнение мер или измеряемой величины с величиной эталона. Компарирование производят при помощи приборов сравнения (компараторов): равноплечных весов, электроизмерительного потенциометра, фотометрической скамьи с фотометром, компараторов для линейных мер и т.п. Компараторы являются неотъемлемой частью большинства поверочных схем.